# وليام هابر
وليام هابر (بالإنجليزية:William Hauber) (مواليد 20 مايو 1891 - وفيات 17 يوليو 1929).ممثل أفلام أمريكي ظهر في 66 فيلما بين عام 1913 وعام 1928.
ولد في براونزفيل، مينيسوتا، وتوفي في كاليفورنيا في حادث تحطم طائرة أثناء الكشفية الجوي لمواقع الفيلم أثناء إنتاج الفيلم الطيار في عام 1929.

## روابط خارجية
- وليام هابر على موقع IMDb (الإنجليزية)
- وليام هابر على موقع قاعدة بيانات الأفلام السويدية (السويدية)
- وليام هابر على موقع قاعدة بيانات الفيلم (الإنجليزية)